# La Motte (Côtes-d’Armor)
La Motte település Franciaországban, Côtes-d’Armor megyében. Lakosainak száma 2159 fő (2022. január 1.). La Motte Gausson, Grâce-Uzel, Loudéac, Plémet, La Prénessaye, Trévé, Plouguenast-Langast és Le Mené községekkel határos.

## Népesség
A település népességének változása:
| Lakosok száma | 1473 | 1834 | 1838 | 1965 | 2106 | 2130 | 2131 | 2141 | 2146 | 2159 |
|               | 1968 | 1982 | 1990 | 2006 | 2013 | 2015 | 2017 | 2019 | 2020 | 2022 |